# Sylvia Leifheit

Sylvia Leifheit (2025)

Sylvia Leifheit (* 3. Dezember 1975 in Friedrichroda) ist eine deutsche Schauspielerin und Autorin.

## Leben
Sylvia Leifheit wuchs in Gotha in der DDR auf. Bereits während ihrer Schulzeit begann sie eine Sprech- und Gesangsausbildung im Gothaer Kinderchor. Gleichzeitig war sie Schülerin in der Salzmannschule Schnepfenthal. Nach der Wende zog sie mit ihren Eltern nach Nürnberg, wo sie ihr Abitur ablegte.
1990 gewann sie im Rahmen des Modelcontests Traummädchen von Deutschland der Zeitschrift Pop/Rocky den Titel. Leifheit wurde im Jahr 1994 von der Schauspielagentin Wiebke Reed entdeckt. Bald schon nahm sie an einem Casting für die ARD-Serie Sterne des Südens teil und wurde 1995 im Hauptcast als Animationsschülerin Katja engagiert.
Im Jahr 1997 wurde sie einem größeren Publikum als Schwesternschülerin Susanne auch in der Hauptbesetzung der ARD-Vorabendserie St. Angela bekannt. Zeitgleich begann sie mit privatem Schauspielunterricht, dem ab 1999 eine zusätzliche Gesangsausbildung folgte.
1999/2000 spielte sie in der Sat.1-Serie Die Rote Meile eine als geheimnisvolle Tänzerin auftretende Frau eines Staatssekretärs. Im Laufe ihrer weiteren Schauspielkarriere war sie in Haupt- und Nebenrollen in zahlreichen Fernseh- und Kinofilmen (u. a. neben Kai Wiesinger in 14 Tage lebenslänglich, Barylli’s Baked Beans) zu sehen. Sie spielte eine Hauptrolle in der ZDF-Produktion Ums Paradies betrogen sowie Haupt- und Episodenrollen vieler weiterer TV-Produktionen wie Der Ferienarzt und in bisher drei Rosamunde-Pilcher-Verfilmungen mit.
Künstlerisch engagierte sie sich zusätzlich 2001 als Komponistin und Songschreiberin und veröffentlichte 2005 ihre erste Single Mein Geheimnis, 2006 Nur für Dich und 2007 Weihnachtszeit im Bereich Schlager. Für den Kinofilm Barylli’s Baked Beans sang sie den Titelsong, eine Coverversion des Songs Que Sera, Sera von Doris Day. Die Single wurde im März 2012 bei iTunes veröffentlicht.
2005 wurde Leifheit vom MDR für ihre erste Fernsehmoderation der Gala Goldene Henne im Friedrichstadt-Palast Berlin engagiert. Noch im gleichen Jahr wurde sie zur Businessbotschafterin der Stadt Gotha ernannt und im Jahr 2007 im Goldenen Buch der Stadt verewigt. Kurz darauf wurde sie für den Internet-Fernsehsender nexworld.tv verpflichtet. Dort war sie von 2010 bis 2012 als Moderatorin ihrer eigenen Sendereihe „Zeitgeister“ tätig, in der sie Physiker, Grenzwissenschaftler, Erfinder und Autoren vorstellte.
Sylvia Leifheit ist seit 2008 mit Gabriel Barylli verheiratet.
Im August 2019 nahm sie an der 7. Staffel von Promi Big Brother teil. Für die Septemberausgabe 2019 posierte sie als Playboy Cover Girl.
Seit 2020 veröffentlicht sie wöchentlich die Podcastreihe „Gespräche mit dem Universum“ in Deutsch, Englisch und Spanisch.

## Filmografie
- 1995: Sterne des Südens (Fernsehserie, 13 Episoden)
- 1996: SK-Babies (Fernsehserie, 1 Episode)
- 1997: St. Angela (Fernsehserie, 28 Episoden)
- 1997: 14 Tage lebenslänglich
- 1997: First Love – Die große Liebe (Fernsehserie, 6 Episoden)
- 1997: Der Busenfreund
- 1997: Tanja (Fernsehserie, 1 Episode)
- 1998: Gehetzt – Der Tod im Sucher (Fernsehfilm)
- 1998: Die Kommissarin (Fernsehserie, 1 Episode)
- 1998: Im Namen des Gesetzes (Fernsehserie, 1 Episode)
- 1998: Hallo, Onkel Doc! (Fernsehserie, 3 Episoden)
- 1999: SOKO München (Fernsehserie, 1 Episode)
- 1999: Die Rote Meile (Fernsehserie, 30 Episoden)
- 1999: Dr. Stefan Frank – Der Arzt, dem die Frauen vertrauen (Fernsehserie, 1 Episode)
- 1999–2009: Rosamunde Pilcher (Fernsehreihe, 3 Folgen, verschiedene Rollen)
  - 1999: Möwen im Wind
  - 2001: Kinder des Glücks
  - 2009: Liebe gegen den Rest der Welt
- 2000: Feindliche Schwestern – Wenn aus Liebe Hass wird
- 2000: Bei aller Liebe (Fernsehserie, 1 Episode)
- 2000: Die Cleveren (Fernsehserie, 1 Episode)
- 2001: Der Pfundskerl (Fernsehserie, 1 Episode)
- 2001: Eva – ganz mein Fall (Fernsehserie, 6 Episoden)
- 2002: In aller Freundschaft (Fernsehserie, Folge 149: Die Nachricht des Tages)
- 2002: Edel & Starck (Fernsehserie, 1 Episode)
- 2003: Das Traumschiff – Australien (Fernsehreihe)
- 2003–2018: Die Rosenheim-Cops (Fernsehserie, 2 Episoden, verschiedene Rollen)
- 2003: Der Bulle von Tölz (Fernsehserie, 1 Episode)
- 2004: Mädchen über Bord
- 2004: Unser Charly (Fernsehserie, 1 Episode)
- 2004: Ums Paradies betrogen (TV-Zweiteiler)
- 2005: Adelheid und ihre Mörder (Fernsehserie, 1 Episode)
- 2005: Die Wache (Fernsehserie, 1 Episode)
- 2005–2009: SOKO Kitzbühel (Fernsehserie, 2 Episoden, verschiedene Rollen)
- 2006: Im Tal der wilden Rosen: Verzicht aus Liebe (Fernsehreihe)
- 2006: Der Ferienarzt … (Fernsehserie, 1 Episode)
- 2007: Notruf Hafenkante (Fernsehserie, 1 Episode)
- 2009: SOKO Stuttgart (Fernsehserie, 1 Episode)
- 2011: Toni Costa – Kommissar auf Ibiza (Fernsehserie, 1 Episode)
- 2012: Barylli’s Baked Beans
- 2016: Hubert und Staller (Fernsehserie, 1 Episode)

## Bibliografie
- Das 1x1 des Seins. Trinity-Verlag, 2012, ISBN 978-3-941837-47-8
- Interviews mit den Wesenheiten von Abadiania. Silverline, 2014, ISBN 978-1-73783-009-2
- Entrevistas con las entidades de Abadijania. Silverline, 2022, ISBN 978-9962-702-05-4
- Interviews with the Spiritual Entities of Abadiânia. Silverline, 2014, ISBN 978-9962-702-06-1
- Javah. Silverline, 2015, ISBN 978-9962-702-03-0 (Roman)
- Einweihung in die Geheimnisse des Kosmos. Silverline, 2014, ISBN 978-9962-702-16-0
- Initiation to the secrets of the cosmos. Silverline, 2020, ISBN 978-9962-702-14-6
- Einweihung in den energetischen Jahreskreis. Silverline, 2015, ISBN 978-9962-702-17-7
- Einweihung in Geburt und Tod. Silverline, 2016, ISBN 978-9962-702-19-1
- Initiation into Life and Death. Silverline, 2019, ISBN 978-9962-702-20-7
- Einweihung in die Lebensweisheiten König Salomons. Silverline, 2017, ISBN 978-9962-702-25-2
- Initiation into the wisdom of Salomon. Silverline, 2018, ISBN 978-9962-702-27-6
- Einweihung in die Kartografie der feinstofflichen Welten. Silverline, 2022, ISBN 978-9962-702-32-0
- Handbuch zum Menschsein. Silverline, 2024, ISBN 978-1-73783-007-8